# 498 a. C.
El año 498 a. C. fue un año del calendario romano prejuliano. En el Imperio romano se conocía como el Año del consulado de Sículo y Flavo (o menos frecuentemente, año 256 Ab urbe condita). 

## Acontecimientos

### Grecia
- Atenienses y jonios incendian Sardes, defendida por el sátrapa Artafernes. Los jonios de apoderan de Bizancio y de las ciudades griegas del Helesponto.
- Caria y la isla de Chipre, dirigida por Onésilo, se unen a la revuelta jónica contra los persas.
- Alejandro I, rey de Macedonia.
- Hipócrates sucede a su hermano Cleandro en la tiranía de la ciudad de Gela (Sicilia) y derrota a Siracusa a orillas del río Eloro, quien debe ceder a Hipócrates la ciudad de Camarina.

### Roma
- El cónsul Tito Larcio logra la rendición de la ciudad de Fidenas, luego de un sitio de 3 años.
- Marco Valerio Publícola postula la abolición de las deudas en Roma. Oposición de Apio Claudio Sabino.
- Nombramiento del cónsul Tito Larcio como primer dictador (dictator) en Roma.
- Se inicia la primera guerra latina entre Roma y las tribus latinas. La Liga latina de 30 ciudades declara la guerra a Roma, bajo la conducción de Octavio Mamilio de Túsculo y Sexto Tarquinio de Gabios.
- Creación de las 21 primeras tribus romanas de acuerdo con lo trasmitido por Tito Livio (Liv. II, 2, 7).

## Nacimientos
- Hipodamo de Mileto, arquitecto y urbanista griego (m. 408 a. C.).

## Fallecimientos
- Amintas I, rey de Macedonia

- Datos: Q237983